# HD 50785
HD 50785，又名CD-42 2793，SAO 218272、HR 2575，是一颗恒星，视星等为6.52，位于銀經252.22，銀緯-17.73，其B1900.0坐标为赤經6h 49m 31.6s，赤緯-42° -17.73′ 52″。